# Chaetonotus antipai
Chaetonotus antipai is een buikharige uit de familie Chaetonotidae. De wetenschappelijke naam van de soort werd in 1938 voor het eerst geldig gepubliceerd door Rodewal. De soort wordt in het ondergeslacht Marinochaetus geplaatst.